# Newtonia (dier)
Newtonia is een geslacht van zangvogels uit de familie Vangidae (vanga's).

## Soorten
Het geslacht kent de volgende soorten:
- Newtonia amphichroa  –  Groene newtonia
- Newtonia archboldi  –  Archbolds newtonia
- Newtonia brunneicauda  –  Roodbuiknewtonia
- Newtonia fanovanae  –  Fanovana-newtonia